# Xarnuta lativentris
Xarnuta lativentris är en tvåvingeart som först beskrevs av Walker 1860.  Xarnuta lativentris ingår i släktet Xarnuta och familjen borrflugor. Inga underarter finns listade i Catalogue of Life.